# 後森
後森（うしろもり）は、秋田県鹿角市にある山である。

## 概要
標高842m。熊沢川（米代川水系）流域にある。また、手前には前森がある。
麓辺りから八幡平温泉郷となり、更に奥地は十和田八幡平国立公園（八幡平地区）となっている。
昔は、この森の奥地は人を寄せ付けないような原生林に覆われていたが、わずかにマタギたちが分け入ったり、稀に仙北地方との交流もあった。江戸時代以降は、この付近の森林を伐採して尾去沢鉱山へ薪炭を供給した。

### 「止め山」
藩政時代、これより奥地はいわゆる「止め山」として入山禁止となっていた。
盛岡藩では江戸幕府の要請により、尾去沢鉱山を藩直営として銅鉱石を採掘しており、採掘した鉱石のうち精選したものを粒状に砕いて釜に入れ、木炭を燃やした熱で鉱石を溶かして荒銅を生産していた。これらは当時、日本国内には銅の精錬技術がなかったため荒銅のままオランダなどへ輸出されていた。
荒銅の生産には木炭を大量に必要としたので、藩では、現在の鹿角地域や岩手県八幡平市のうち、米代川の上流域にあたる奥地を「止め山」にして厳重に管理し、木炭やその他の薪および坑木などの供給源としていた。

## 近くの山
- 前森

## 観光
後森の西側山麓には東トロコ温泉（八幡平温泉郷）などがあり、観光地として賑わっている。